# Menura
Menuridae · Oiseaux-lyre
Famille
Genre
Menura est un genre constitué de deux espèces de passereaux nommés ménures ou oiseaux-lyres. Menura est le seul genre de la famille des Menuridae (ou ménuridés).

## Description

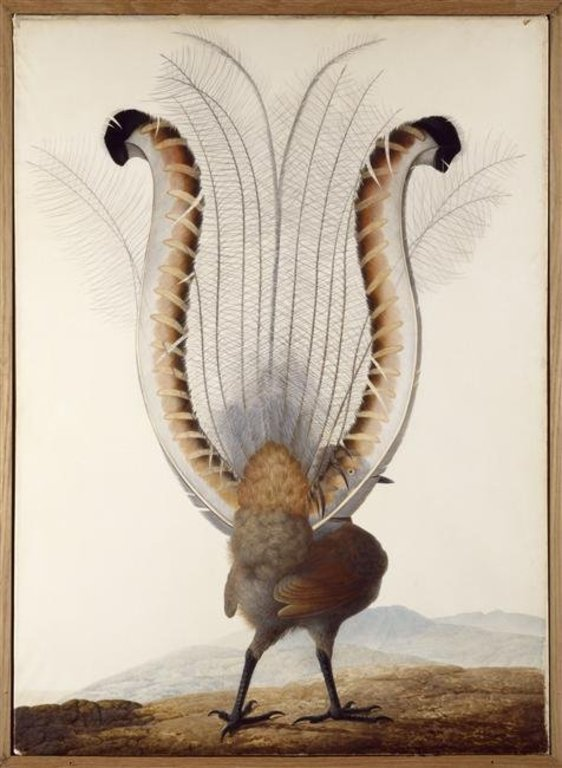
Pauline Rifer de Courcelles, Oiseau lyre, 1812.

Les ménures sont de grands oiseaux terrestres de 76 à 103 cm, aux ailes courtes et arrondies. Ils ont de longues pattes et une longue queue qu'ils déploient lors des parades nuptiales et dont la forme leur a valu le surnom d'oiseau-lyre.
La traîne de l'oiseau-lyre se compose de seize plumes, parmi lesquelles les deux plumes latérales et deux plumes centrales qui, elles, sont filiformes.

## Répartition
On les rencontre dans l'Est de l'Australie, surtout dans les forêts humides au sous-bois dense parsemées de quelques zones dénudées. Ils se trouvent en particulier dans les vallées et canyons, en particulier dans les montagnes Bleues ou à Ganguddy.

## Comportement
Une des particularités les plus remarquables des ménures est leur faculté à imiter les sons, tels ceux d'autres oiseaux et de divers éléments naturels mais aussi ceux de l'environnement humain tel que le déclenchement d'un appareil photographique, la tronçonneuse, l'alarme incendie, le vérin hydraulique, le train, etc.,, Cette capacité à reproduire aussi fidèlement une multitude de sons est due à son organe vocal, le syrinx, qui est le plus élaboré de tous les oiseaux chanteurs.

## Liste des espèces
D'après la classification de référence (version 5.2, 2015) du Congrès ornithologique international (ordre phylogénique) :
- Menura alberti – Ménure d'Albert
- Menura novaehollandiae – Ménure superbe

Détail :
- Le Ménure superbe (Menura novaehollandiae) se trouve dans les forêts tropicales humides du Victoria, de la Nouvelle-Galles du Sud ainsi qu'en Tasmanie où il a été introduit au XIXe siècle. Les femelles font 74 à 84 cm de long et les mâles de 80 à 98 cm, faisant d'eux le 3e oiseau le plus grand des passereaux après le Corbeau corbivau et le Grand corbeau. Beaucoup de ces oiseaux vivent dans le parc national de la chaîne Dandenong aux alentours de Melbourne, dans le Parc national royal, dans la région d'Illawarra, au sud de Sydney et dans plusieurs réserves le long de la côte est de l'Australie.

- Le Ménure d'Albert (Menura alberti) est légèrement plus petit que le précédent, avec une longueur maximum de 90 cm pour le mâle, et de 84 cm pour la femelle. On le trouve seulement dans une très petite région de forêt tropicale humide, au sud du Queensland. Ses plumes arrière sont plus petites et moins spectaculaires que celles du Ménure superbe, mais il est semblable pour le reste. Cet oiseau a été appelé ainsi en l'honneur du Prince Albert, l'époux de la Reine Victoria.

## Écologie
L'appel des mâles se fait le plus souvent en hiver, lorsqu'ils construisent et défendent une butte de sable placée dans un buisson dense, sur laquelle ils chantent et font la cour aux femelles et surveillent les mâles rivaux. La femelle « courtisée » construit ensuite un nid très simple où elle dépose un œuf. Elle est la seule à couver pendant plus de 50 jours. Elle est aussi la seule qui aide le poussin nouveau-né.
Ils se nourrissent de divers insectes, de lombrics, et occasionnellement de graines. Ils trouvent cette nourriture en grattant le sol avec leurs pattes. Lors d'un danger, ils peuvent se mettre à voler (sur de courtes distances) pour échapper rapidement à ce danger. On a de plus déjà observé des oiseaux dans des terriers de wombat.

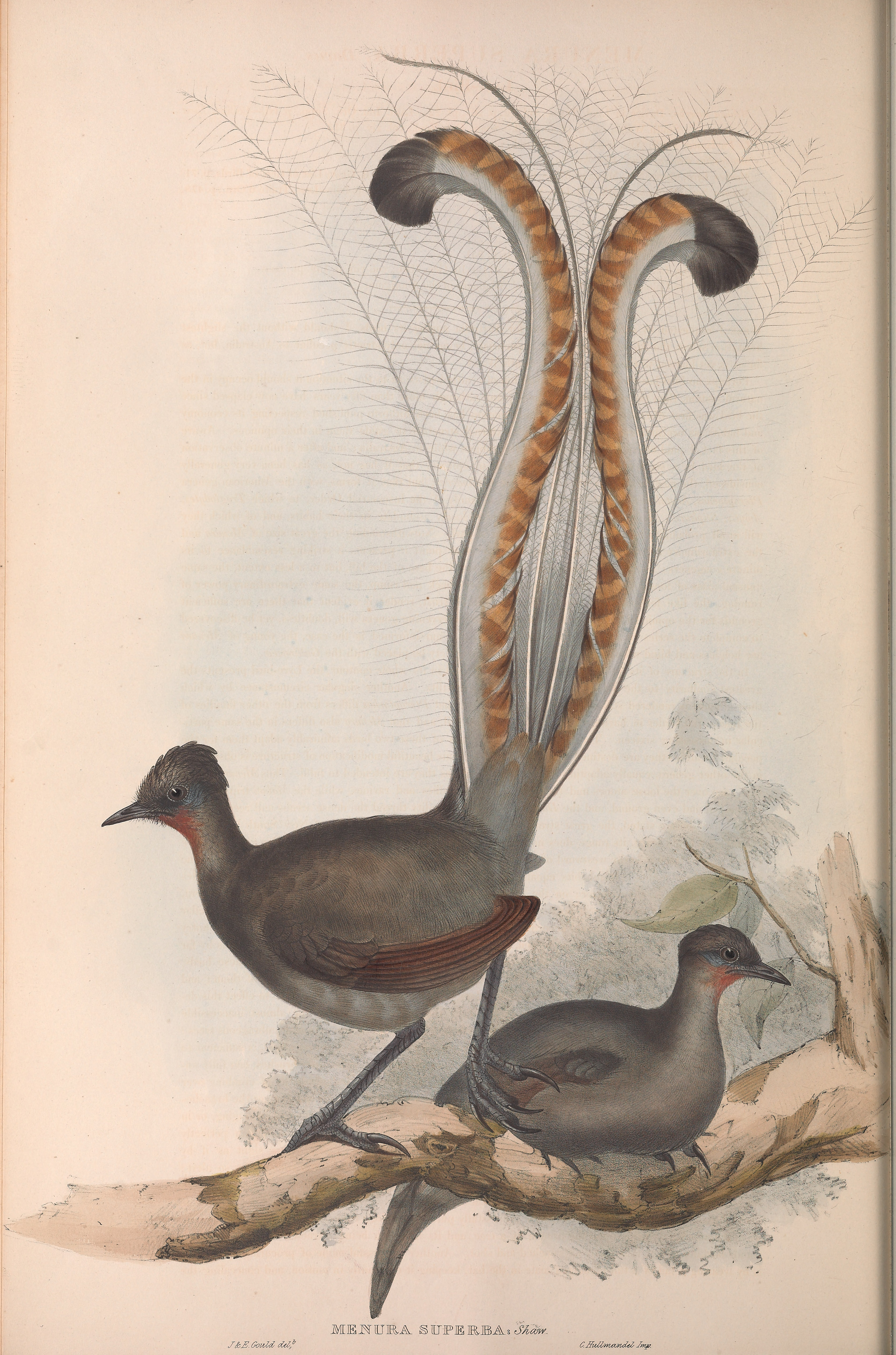
Couple de ménures superbes